# Adriana Ferfecka
Adriana Ferfecka (* 1992 in Legnica) ist eine polnische Opernsängerin in der Stimmlage Sopran.

## Leben

### Ausbildung und erste Auftritte
Adriana Ferfecka studierte bis zum Abschluss im Jahr 2011 Klavier und Gesang am Musikgymnasium Legnica, anschließend Gesang in der Sologesangsklasse von Jolanta Janucik an der Fryderyk-Chopin-Universität für Musik in Warschau. Dort sang sie im Februar 2013 die Titelrolle in Puccinis Suor Angelica. 2015 nahm sie am Young Singers Project der Salzburger Festspiele teil und debütierte dabei als Rosina im Barbier von Sevilla für Kinder. An der Deutschen Oper Berlin war sie von 2015 bis 2017 als Stipendiatin engagiert und sang dort Rollen wie z. B. die Erste Dame in Die Zauberflöte, Anna in Nabucco und Zerlina in Don Giovanni.

### Entwicklung als Opernsängerin
Seit 2017 nahm Adriana Ferfecka internationale Engagements wahr, die sie vor allem an italienische und polnische Opernhäuser führten. 2018 stellte sie in einer Produktion von Die lustige Witwe am Teatro la Fenice in Venedig, die im Folgejahr vom Teatro dell’Opera di Roma übernommen wurde, die Valencienne dar. Weitere Rollendebüts gab sie in Rom 2019 als Ilia in Idomeneo  und 2022 als Liù in Turandot. Die Mimì in La Bohème stellte sie 2018 erstmals an der Schlesischen Oper, Bytom und zwei Jahre später an der Oper Breslau dar.

### Rollendebüts (Auswahl)
| Debüt im  | Rolle                           | Ort                                           |
| --------- | ------------------------------- | --------------------------------------------- |
| Juni 2017 | Corinna (Il viaggio a Reims)    | Teatro dell’Opera di Roma                     |
| Sep. 2017 | Susanna (Le nozze di Figaro)    | Teatro Lirico di Cagliari                     |
| Nov. 2017 | Nella (Gianni Schicchi)         | De Nationale Opera, Amsterdam                 |
| Feb. 2018 | Valencienne (Die Lustige Witwe) | Teatro la Fenice, Venedig                     |
| Juni 2018 | Micaëla (Carmen)                | Deutsche Oper Berlin                          |
| Nov. 2018 | Mimi (La Bohème)                | Schlesische Oper, Bytom                       |
| Sep. 2019 | Saffi (Der Zigeunerbaron)       | Podlachische Oper und Philharmonie, Białystok |
| Nov. 2019 | Ilia (Idomeneo)                 | Teatro dell’Opera di Roma                     |
| Dez. 2019 | Adina (L’elisir d’amore)        | Schlesische Oper, Bytom                       |
| März 2022 | Liù (Turandot)                  | Teatro dell’Opera di Roma                     |
| Feb. 2023 | Violetta Valéry (La traviata)   | Theater Koblenz                               |

## Preise und Auszeichnungen
- 1. Preis beim 7. Europäischen Operngesangswettbewerb DEBUT, Bad Mergentheim (2014)[15]
- 2. Preis bei der Ada Sari International Vocal Art Competition in Nowy Sącz (2015)[16]
- 3. Preis bei der 69. Gian Battista Viotti International Music Competition, Vercelli (2018)